# 元洲街邨安安幼稚園斬人案
元洲街邨安安幼稚園斬人案為一宗發生在香港涉及精神病患者的無差別刺殺案件，發生於1982年6月3日中午12時42分左右。

## 背景
此案兇手李志衡（時年28歲）於1976年與鄰居打架被捕後，在青山醫院治療的六個月期間確診偏狂型精神分裂症。及後，其父李士榮（又名李釗）曾向院方要求不要把兇手在未完全康復的情況下釋放，但不果。
第一次出院後，兇手曾襲擊鄰居幼兒，並因兩度謀殺母親梁惠娟（時年48歲）未遂（其中一次是在1979年1月27日年三十晚，因家人阻止他在家中玩弄三把收藏的牛肉刀而意圖虐殺全家）及一次收藏利器而三度入院及一次被警方拘捕。而由於兇手有收藏利器的習慣，亦使鄰居對其退避三舍。
其後，他需在家人監督下每天服藥，並由後來被殺的妹妹李少芹（時年18歲）負責接送覆診。兇手事前已經私自停藥一段時間（故家人將藥物混入其食物，但被兇手識破，並且認為家人有意毒殺他），且因曾被警方拘捕及接受電痙攣療法而對制服人員（尤其是警察），甚至是警笛聲十分恐懼，以至出現「先下手為強」的妄想，成為此案的原因。

## 案情
在當日約凌晨2時，兇手在九龍元洲街邨第四座（今元州邨元樂樓）1257室寓所曾與家人吵架，及後沉寂下來。
在同日約中午12時42分，兇手在寓所疑因聽到附近長沙灣消防局的消防車鳴笛（但該次實屬火警虛報，而消防局位於元洲邨第四座正對面）而獸性大發，並不斷大叫「好驚」，且情緒極為波動。正當妹妹及母親勸服兇手服藥之際，突然因認定家人打算毒害他而大開殺戒，先後以三角銼、木工銼及菜刀與牛肉刀各一把，在家中把他的母親梁惠娟及妹妹李少芹當場斬死（其中第三刀被李襲擊的梁被一刀斬斷頸動脈致死，被發現時更遭刀刺在背；衝出制止的妹妹亦因心臟、肺部被穿破而當場斃命，此外腹部亦被刺穿）；而在梁斷氣前向上前嘗試施救的鄰居（黃慶耀夫婦）不斷呼叫「快啲去追衡仔（兇手李志衡）」；而李妹亦在臨終前呼救「黃叔，請你先救救媽媽」。
及後警方於1時25分接報，疑警車鳴笛再刺激兇手，衝入樓下的安安幼稚園（今元禧樓位置），途中在3-4樓樓梯間先襲擊鄺倩銀、鄺倩珍兩姊妹（而目擊街坊立即在1時28分報警），再在幼稚園突襲正在上音樂課的孩子，其中3歲學生馮建國（亦為該幼稚園其中一名教師的姪子）因擋住兇手而被三角銼刺穿心臟喪命，而心瓣當場跌出；及後，三名學生亦先後中刀，內臟重創致死；5歲學生盧詠詩因遭生劏致腸穿肚破，在數次手術搶救後仍告不治。其後，他也衝入寶血會嘉靈學校操場劈殺學生（其中一名11歲鄺姓學生因用球擲向兇手試圖自衛，反遭斬傷）。在斬傷鄺姓小學生後，兇手繼續向第5、6座方向狂飆；正當安安幼稚園男校工安排教師帶領倖存的十多名師生疏散時，刀手回頭向其伏擊。
在被捕之際，警員陳健明亦被兇手刺中，但因身上更簿擋著胸口而逃過一劫，兇手亦當場發呆一陣子，然後又繼續發難，與警員連番對峙。最後，到場的警長向其小腿開槍，制服兇徒，但該槍並無擊中兇手。
是次兇案共有51人被襲，並導致6死44傷；所有傷者均被送往鄰近的明愛醫院救治。

## 判刑及事後發展
最高法院在1983年4月對此案作出宣判，兇手六項誤殺罪及十九項蓄意傷人罪成立，依例判處羈留於小欖精神病治療中心接受無限期醫院令（變相終身監禁且一般不准獲釋），直至不會對社會造成危害才能獲釋。
在1997年5月（即此案發生後近15年），兇手父親曾為其申請假釋，但最後不予批准；此外，兇手同年在獄中被另一名囚犯咬傷。
截至2010年代，李志衡已經獲第一階段假釋並離開監獄，但仍要在青山醫院法醫精神科大樓繼續留院，而其胞弟李志成仍有定期探望。
元洲街邨在2000年已拆卸重建，重建後曾經發生斬人案的幼稚園位置現時是盧偉國及梁美芬的元禧樓議員辦公室。

## 社會對此事件的反映
事件引起社會對精神病患者的關注，而深水埗區議會亦隨即就此召開緊急會議。慘劇30周年時，多個關注團體舉行「倡導精神健康政策起動日」。其中一位當年案發時的倖存者，已投身成為葵涌醫院精神科護士及輔導人員，協助精神病康復者融入社會。
此事件亦使香港中小學、幼稚園提高保安，包括實施門禁、家長接送必須預先登記等措施。
另外，自此事件後，政府亦酌取應報理論，提高釋放精神病康復者出院（包括精神科監獄）的條件，亦使「無限期醫院令」變相成為1966年停止執行繯首死刑後，香港法庭可判處的最重刑罰。
1986年，本慘案被改編成電影《癲佬正傳》，再度引起香港社會各界的廣泛討論。
1997年，無綫劇集《壹號皇庭V》的第43集亦有把此慘案拍攝，在劇中吳啟華飾演的徐偉杰被精神病患者用刀殺死。
2019年，無綫劇集《白色強人》裡面的其中一個單元亦以該慘案作為藍本。
2023年，無綫劇集《新聞女王》大結局其中一部分，亦以該慘案作為藍本。

## 註解
1. ↑  疑為5歲時患上腦膜炎後遺症；而此等後遺症早於小學階段已經出現，兇手不但學業成績差，更出現一些怪異行為，如將藥水倒入米缸作「消毒」[來源請求]。